# Windows Server 2012
Windows Server 2012 (též Win2K12 nebo W2K12) je v informatice název operačního systému z řady Windows NT od firmy Microsoft. Na trh byl uveden 4. září 2012. Jedná se o serverovou verzi systému Windows 8 a jeho předchůdcem byl Windows Server 2008 R2.

## Podrobnosti
Na rozdíl od svého předchůdce nemá Windows Server 2012 žádnou podporu pro počítače s procesory Itanium a má čtyři vydání. Byly přidány různé funkce (s velkým důrazem na cloud computing), jako aktualizovaná verze Hyper-V s novou rolí správy IP adres, nová verze Správce úloh v systému Windows a nový souborový systém s názvem ReFS. Windows Server 2012 obdržel obecně dobré recenze i přesto, že obsahuje kontroverzní uživatelské rozhraní Metro, které bylo i ve Windows 8.
Nástupce Windows Server 2012, nazvaný Windows Server 2012 R2, byl vydán spolu s Windows 8.1 v říjnu 2013. Service pack, oficiálně označený „Windows Server 2012 R2 Update“, byl vydán v dubnu 2014.

## Historie
Windows Server 2012 (kódovým označením „Windows Server 8“), je šestou verzí systému Windows Server z řady Windows NT od firmy Microsoft a byl vyvinut souběžně s Windows 8. Dne 17. dubna 2012 společnost oznámila, že konečný název produktu bude „Windows Server 2012“. Během vývoje byly uvedeny verze pre-release a během vývoje byla uvolněna i betaverze.
Microsoft představil Windows Server 2012 a jeho Developer Preview na konferenci BUILD 2011 dne 9. září 2011. Na rozdíl od Windows 8 byla developer preview verze systému dána k dispozici pouze předplatitelům MSDN. Preview verze zahrnovala grafické uživatelské rozhraní (GUI) na základě rozhraní Metro, nový správce serveru a grafické aplikace pro správu serveru. Dne 16. února 2012 společnost Microsoft vydala aktualizaci pro Developer Preview build, který prodlužoval datum ukončení platnosti od 8. dubna 2012 do 15. ledna 2013.
Před finálním vydáním byly dokončeny a zveřejněny dvě testovací verze. Veřejná beta verze systému Windows Server 2012 byla vydána spolu s Windows 8 Consumer Preview 29. února 2012. Nový možný plně funkční systém Windows Server 2012 byl vydán 31. května 2012 spolu s Windows 8 Release Preview.
Produkt byl zadán do výroby (instalačních médií) dne 1. srpna 2012 a 4. září 2012 byl běžně dostupný. Ne všechny edice systému Windows Server 2012 byly vypuštěny ve stejnou dobu. Windows Server 2012 Essentials byl odeslán do výroby dne 9. října 2012 a byl běžně dostupný od 1. listopadu 2012. Dne 23. září 2012 si mohli všichni studenti, kteří se připojili k programu DreamSpark, stáhnout Windows Server 2012 Standard nebo Datacenter zdarma.
Standardní všeobecná podpora produktu byla ukončena 9. října 2018 a rozšířená bezpečnostní podpora 10. října 2023. Existuje možnost zakoupení produktu Extended Security Update 3, který má poskytovat bezpečnostní aktualizace až do 13. října 2026.

## Windows Server 2012 R2
Windows Server 2012 R2 byl vydán dne 18. října 2013. Uveden byl v Severní Americe dne 3. června 2013 na TechEd. Dne 31. května 2013 bylo zveřejněno, že systém Windows Server 2012 R2 má čtyři edice: Foundation, Essentials, Standard a Datacenter. Stejně jako u systému Windows Server 2012 jsou edice Datacenter a Standard funkčně identické, liší se pouze na základě licencí (zejména licencování virtuálních instancí). Vydání Essentials má stejné vlastnosti jako Datacenter i s dalšími standardními vybaveními, ale s některými omezeními.
Další aktualizace, oficiálně označená jako „Windows Server 2012 R2 Update“, byla vydána v dubnu 2014. Nástupcem Windows Server 2012 R2 byl systém Windows Server 2016.

## Edice
Windows Server 2012 má čtyři edice: Foundation, Essentials, Standard a Datacenter.
| Specifikace                  | Foundation | Essentials                    | Standard                       | Datacenter                     |
| ---------------------------- | ---------- | ----------------------------- | ------------------------------ | ------------------------------ |
| Distribuce                   | OEM only   | Multilicenční, krabicová, OEM | Multilicenční, krabicová, OEM  | Multilicenční a OEM            |
| Licenční model               | Pro server | Pro server                    | Pro pc a Client access license | Pro pc a Client access license |
| Procesor chip limit          | 1          | 2                             | 64                             | 64                             |
| Paměťový limit               | 32 GB      | 64 GB                         | 4 TB                           | 4 TB                           |
| Uživatelský limit            | 15         | 25                            | Nelimitován                    | Nelimitován                    |
| Povolených přístupů najednou | 50         | 250                           | Nelimitován                    | Nelimitován                    |
| Limit Vzdálené plochy        | 50         | pouze brána                   | Nelimitován                    | Nelimitován                    |
| DHCP                         | ano        | ano                           | ano                            | ano                            |
| DNS                          | ano        | ano                           | ano                            | ano                            |
| Fax server                   | ano        | ano                           | ano                            | ano                            |
| služba UDDI                  | ano        | ano                           | ano                            | ano                            |
| služba tisku a dokumentů     | ano        | ano                           | ano                            | ano                            |
| webová služba                | ano        | ano                           | ano                            | ano                            |
| Windows update               | ne         | ano                           | ano                            | ano                            |
| Aplikační server             | ano        | ano                           | ano                            | ano                            |
| Server Manager               | ano        | ano                           | ano                            | ano                            |
| Windows Powershell           | ano        | ano                           | ano                            | ano                            |
| Server Core mode             | ne         | ne                            | ano                            | ano                            |
| Hyper-V                      | ne         | ano                           | ano                            | ano                            |